# Atentát na Albrechta z Valdštejna
Atentát na Albrechta z Valdštejna a jeho důstojníky se odehrál 25. února 1634 v útrobách chebského hradu a poté v Pachelbelově domě v Chebu, kam Valdštejn s ostatními odcestoval jakožto generalissimus a vrchní velitel císařských sil před tažením proti Švédům a Sasům do Bavorska během třicetileté války. Atentát provedla skupina irských žoldnéřů pod velením plukovníka jezdectva Waltera Butlera, přímým Valdštejnovým vrahem byl pak irský setník Walter Deveroux. Úkladná vražda se odehrála s vědomím a souhlasem samotného císaře Ferdinanda II., jehož moci a kontrole se politicky, vojensky i ekonomicky mimořádně schopný a v jistých ohledech až autonomně vystupující Valdštejn posléze začal vymykat, stejně tak byla jeho smrt žádoucí pro čím dál tím větší množství dalších mocných lidí.   
K činu došlo druhého dne večer po ubytování Valdštejnovy skupiny ve městě, v čase společné hostiny na chebském hradě, kam však Valdštejn nedorazil. Zde byli zavražděni Kristián von Ilow, Vilém Kinský, Jindřich Niemann a Adam Erdman Trčka z Lípy. Následně se útočníci vydali do Pachelbelova domu na hlavním městském náměstí, vtrhli do jeho pokoje v patře, kde horlivý Deveroux probodl vévodu partyzánou (halapartna). 
Valdštejnova smrt měla pro Habsburskou monarchii rozsáhle politické a vojenské důsledky, stejně tak je obestřena řadou teorií o hlavním důvodu chladnokrevného, císařem posvěceného odstranění jednoho z nejmocnějších, nejbohatších a nejschopnějších evropských politiků a vojevůdců své doby. Existují však zásadní důkazy a vodítka, která naznačují, že vévoda v době vraždy procházel třetím (již destruktivním) stádiem onemocnění syfilidou, které jej fyzicky i psychicky ničilo (patrně bylo důvodem některých jeho kontroverzních rozhodnutí) a jeho úmrtí by tak bylo v krátké době nevyhnutelné.  

## Před atentátem
Ještě roku 1633 zaujímal Albrecht z Valdštejna mimořádné a poměrně stabilní společenské postavení na rakouském dvoře. Byl majitelem rozsáhlých panství a pozemků např. u České Lípy, Frýdlantu, slezského Hlohova a Zaháně, výstavného Valdštejnského paláce na Malé Straně v Praze (pozdější sídlo Senátu Parlamentu ČR), jeho výstavním majetkem bylo pak jičínské panství, kde se asi nejvíce stavebně angažoval. Výjimečně si počínal také jako voják a vojevůdce habsburské armády od počátku třicetileté války, jakožto její vrchní velitel vybojoval důležitá vítězství v bitvách u Desavy, u Fürthu či při první bitvě u Breitenfeldu. Nerozhodně pak skončila rozsáhlá srážka se švédskou armádou krále Gustava II. Adolfa v bitvě u Lützenu, díky úmrtí krále Gustava vyšlo Valdštejnovo vojsko z bitvy přinejmenším morálně silnější, se zrádci z vlastních řad se pak Valdštejn vypořádal v rámci tzv. Pražského krvavého soudu zakončeného popravou na Staroměstském náměstí v Praze. Jeho zdravotní stav se však vinou postupující choroby rapidně horšil, v důsledku svého vlivu, majetku, vojenských úspěchů, ale i krutosti a plenění vlastního vojska si pak vytvořil u císařského dvora řadu mocných nepřátel.

### Císařské tažení do Bavorska

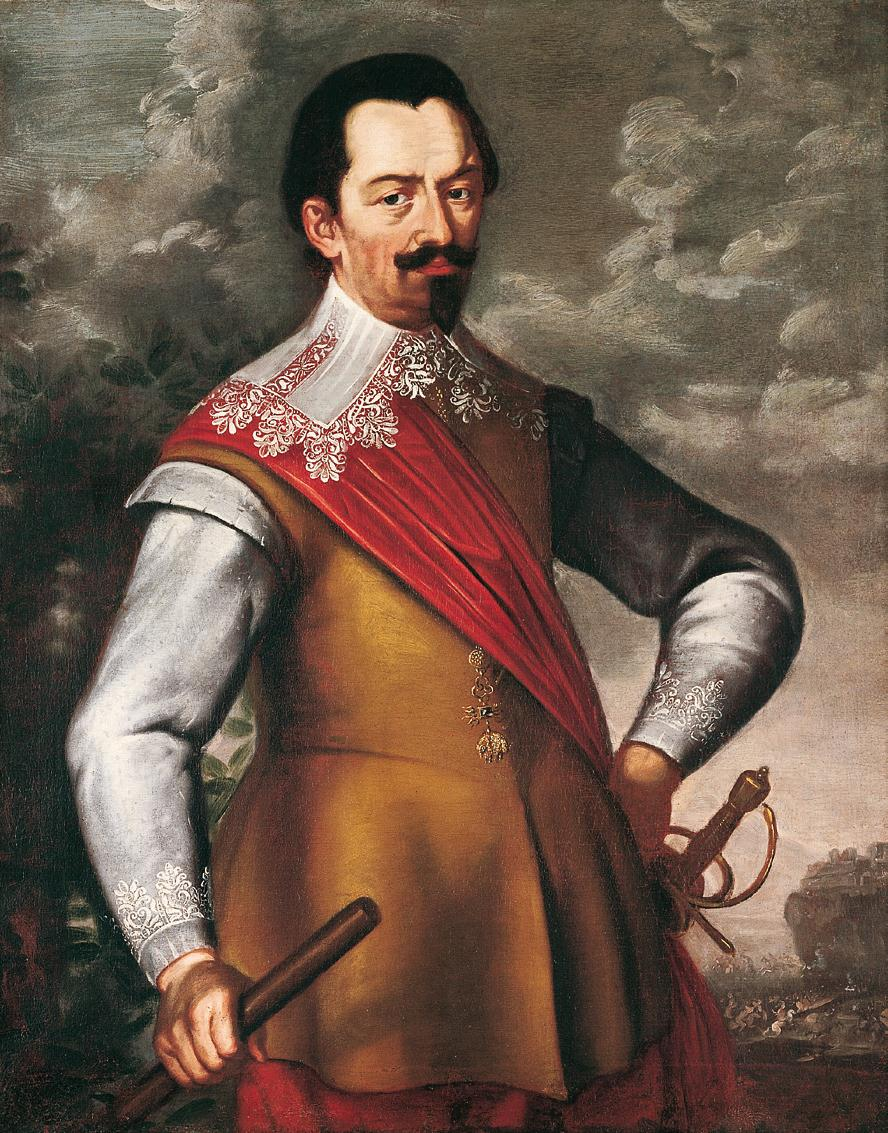
Generalissimus Albrecht z Valdštejna

Krize započala v souvislosti se vpádem výmarského vévody Bernarda do Bavor. Řezno podlehlo Švédům 14. listopadu 1633 a nic jim nemohlo zabránit vpádu do Rakouska. Valdštejnovi bylo nařízeno, aby se svou armádou těsně po splnění úkolů ve Slezsku vytáhl do Bavorska. V Plzni se však, i kvůli příchodu zimy, rozhodl nařídit své armádě, aby se ubytovala. To bylo pochopeno císařovou vojenskou radou jako váhání a zrada vůči císaři. Jeho nepřátelé, jichž u dvora bylo víc než dost, neustále posílali stížnosti a anonymní memoranda žádající jeho sesazení. Jeho zdravotní stav byl také velmi vážný. Někdy krátce po Vánocích 1633 zmocněnec rakouského a španělského dvora a zpovědník císařovy manželky Eleonory kapucín Diego Quiroga navštívil Valdštejna v Plzni s úkolem přesvědčit ho, aby neprodleně poskytl vojenskou pomoc Bavorsku, a předeslal zároveň kvůli Valdštejnovu bídnému zdravotnímu stavu možnost dobrovolného odstoupení z funkce vrchního velitele císařských vojsk. Kdyby se nebál pekla a čertů, řekl prý tehdy podle jedné soudobé zprávy Valdštejn Quirogovi, vzal by nejsilnější jed, aby se konečně zbavil utrpení. Zasypal Quirogu obžalobami a stížnostmi na Vídeň a císaře, který se prý o armádu nikdy nestaral, vojsko zanedbával a po něm chtěl závažná rozhodnutí. V těchto rozhořčeních se už ale snoubil Valdštejnův hněv a bezmoc nad vlastní nemohoucností. Když se Quiroga na zpáteční cestě z Plzně potkal s Maxmiliánem z Valdštejna, vévodovým synovcem, řekl mu údajně, že Valdštejn už dlouho žít nebude. Mezitím se aktivity ujal Vilém Kinský a zesílil jednání s hrabětem Thurnem, se Švédy a se Saskem.
Situace vyvrcholila 11. ledna 1634. Na tento den byli do Plzně pozváni všichni důstojníci od velitelů pluků výše. Odpolední banket, který vedl Kristián von Ilow a kde teklo víno proudem, se ovšem zvrhl v pitku, která nakonec znevážila revers podepsaný Valdštejnovými důstojníky a slibujícím mu věrnost. Bylo třeba obnovy reversu, a to přímo v bytě Valdštejna o dva dny později. Audience u vévody, který ji absolvoval na lůžku, dopadla stvrzením reversu slibujícím věrnost generalissimovi. Bylo vyhotoveno a všemi podepsáno pět kopií. Mezi podpisy byl také podpis generála Ottavia Piccolominiho, Valdštejnova oblíbence (konstelace hvězd při jeho narození byla stejná jako konstelace Valdštejnova, což astrologií posedlý Albrecht oceňoval), který už pár dní po podepsání plzeňského reversu sepsal obšírnou zprávu do Vídně o vévodových tajných jednáních s nepřítelem a jeho snaze vymýtit habsburskou dynastii.

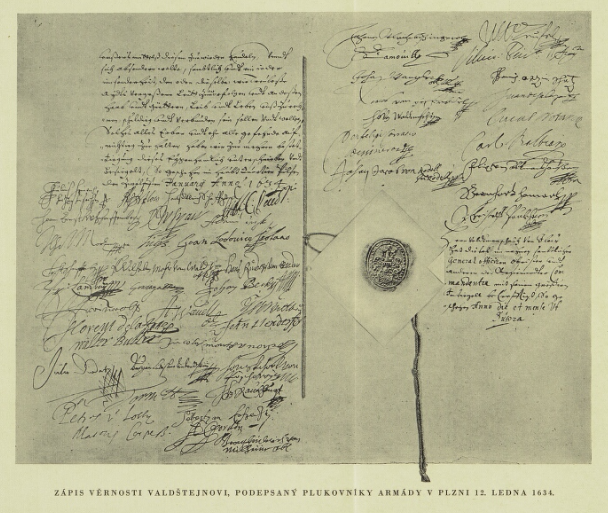
Zápis věrnosti Valdštejnovi podepsaný jeho důstojníky v Plzni 12. ledna 1634

Situace ve Vídni byla už zcela protivaldštejnská. Valdštejn ještě zůstával vrchním velitelem armády a paradoxně císař byl stále posledním, kdo s rozsudkem nad Valdštejnem váhal – chyběly mu totiž přímé důkazy o vévodově zradě. Po obdržení Piccolominiho zprávy nakonec císař, dosud nerozhodný, podepsal 24. ledna 1634 dekret, jímž zbavil vojsko věrnosti Valdštejnovi a velení svěřil Matyáši Gallasovi. Podle císařského patentu měl být Valdštejn spolu s polním maršálem Kristianem von Ilowem a plukovníkem Adamem Erdmanem Trčkou z Lípy coby strůjci vzpoury zatčen a dopraven do Vídně. K patentu byl připojen dlouho tajený dovětek: hlavu spiknutí a její nejvýznamnější spojence, pokud to bude možné, zajmout a dopravit do Vídně, nebo jako usvědčené provinilce zabít!
Byť jej císař ve svých listech stále oslovoval jako vrchního velitele císařských sil, Valdštejn se všechno navečer 21. února dozvěděl, včetně amnestie pro jemu loajální důstojníky s výjimkou Ilowa a Trčky. Vydal se 22. února 1634 z Plzně i se svým štábem do Chebu, odkud mělo jeho vojsko pokračovat dál do Bavorska. Důvodem jeho cesty byl ovšam i pro něj vypracovaný horoskop a přesvědčení, že návrat do města, kde se Albrecht stal roku 1625 generalissimem, může v jeho situaci znamenat šťastný obrat. 

### Smrtelné onemocnění
Důvody Valdštejnova impulzivního jednání byly dlouho záhadou a vedly k řadě teorií, podle nichž například usiloval o českou královskou korunu atp. Pravda je však zřejmě daleko přízemnější. Už v dobových zápisech se hovoří o jeho „uherské nemoci“, kterou byla s pravděpodobností rovnající se jistotě syfilida. Toto onemocnění si zřejmě přivezl z některého uherského tažení. Zřejmě od roku 1630 trpěl generalissimus třetím stádiem této choroby. Jeho jednání po roce 1630 je také takřka učebnicovým příkladem třetího stádia syfilidy (poruchy osobnosti, demence, progresivní paralýzy). Valdštejn často prováděl horečná a zcela nesmyslná rozhodnutí, nebyl schopen souvislého uvažování, nesmyslně a radikálně měnil své příkazy atd. Jeho „chebská anabáze“ byla při vědomí vlastní situace téměř nepochybně snahou „nezemřít v posteli“, ale v boji, neboť jako voják tělem i duší v žádném případě nechtěl připustit, aby neskonal hrdinskou smrtí… (jeho kroky je však nutno také vnímat ve světle uposlechnutí příznivé věštby jeho dvorního astrologa Itala Seniho, k níž tenkrát došlo, tj. kolem roku 1630, resp. po jeho prvním odvolání z funkce císařem.)

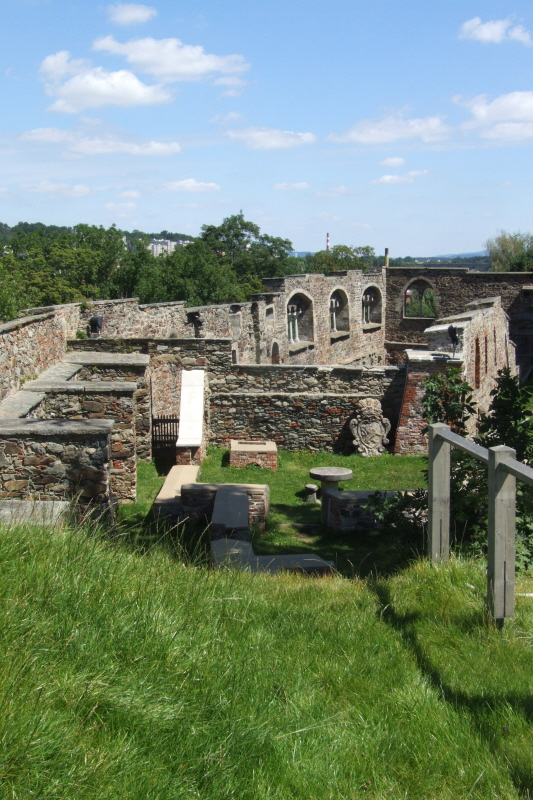
Trosky budovy paláce chebského hradu, kde stával hodovní sál, zničené roku 1742

Otázka, zda zradil císaře, je složitá, neboť jako vrchní velitel měl plné právo vyjednávat s protivníkovou stranou. Císaři však zřejmě bylo potřeba předložit pádný argument pro omezení Valdštejnova vlivu, který byl značný a sám o sobě byl trnem v oku mnoha lidem. Navíc se i vojenské schopnosti generalissima s postupujícím průběhem choroby značně snižovaly, což jeho političtí protivníci u vídeňského dvora také chápali jako potvrzení dohadů o jeho zradě. V době rozhodnutí o Valdštejnově zavraždění mu císař ještě dlužil na 3 miliony zlatých.

## Atentát

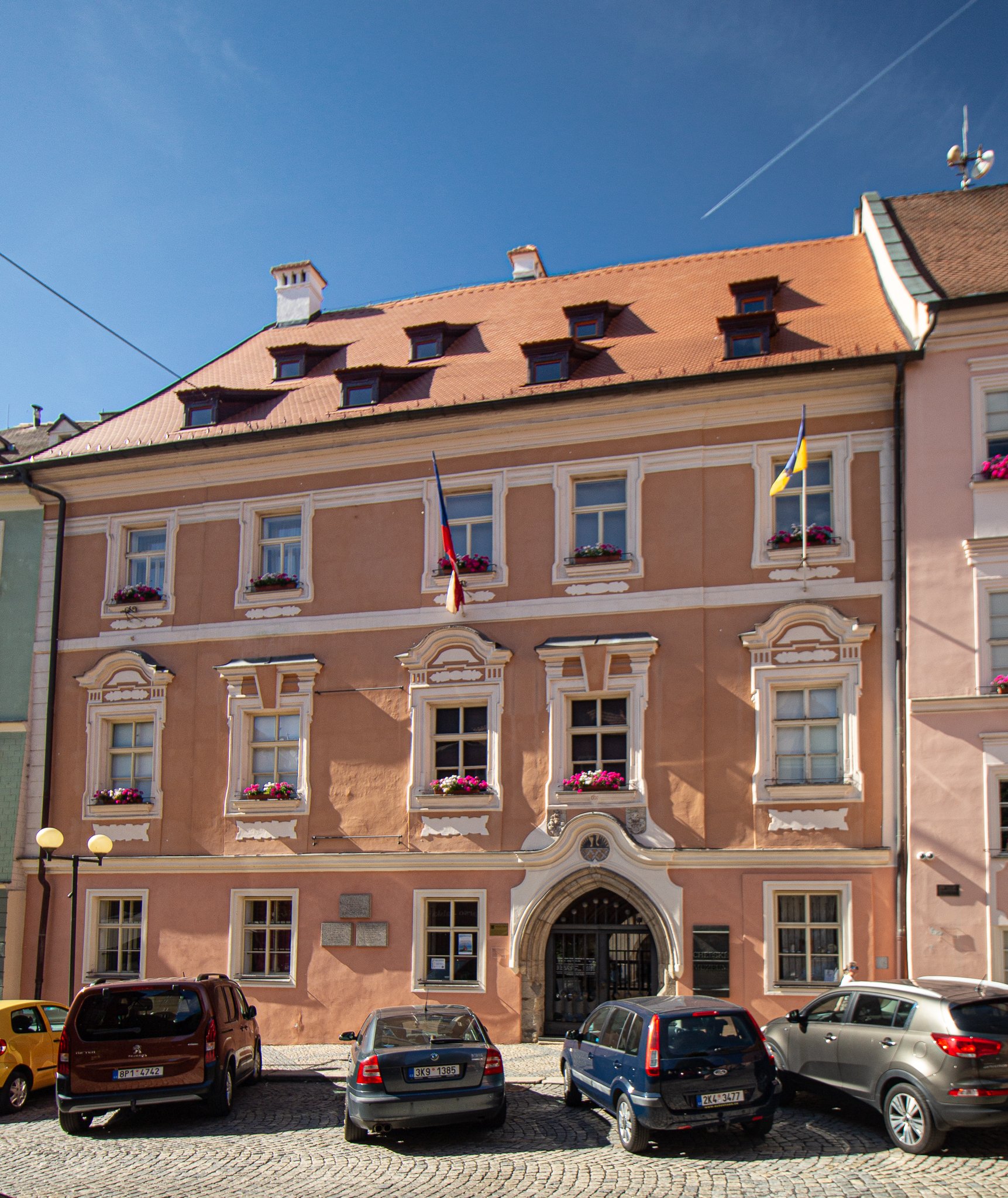
Pachelbelův dům na náměstí Jiřího z Poděbrad v Chebu

Do Chebu Valdštejn se svými důstojníky dorazil 24. února. Zde se ubytoval u Christofa Heinricha Heergesella v jím vlastněném Pachelbelově domě č. p. 3 v západní částí hlavního chebského náměstí. Místo mu zde ve svém pokoji uvolnil John Gordon, velitel města a důstojník pluku irských katolíků bojujících v řadách císařské armády, aby se poté přestěhoval na chebský hrad. Již to bylo součástí plánu Valdštejnovy vraždy, aby se atentátníci mohli pohybovat ve známém prostředí. Zabití tak vysokého důstojníka žoldnéřem představovalo sice pro vojáky loajální císaři morální a společenský problém, fyzická likvidace se však nakonec pro obtížně proveditelné zajetí a Valštejnovo již téměř terminální stádium nemoci jevila jako nejschůdnější možnost ke splnění rozkazu.
Dne 25. února pak uspořádali plukovník Walter Butler, pověřený zneškodněním Valdštejna a spol., spolu s Walterem Lesliem a Johnem Gordonem na Valdštejnovu počest pro něho a jeho důstojníky večerní hostinu v hodovní síni chebského hradu, na niž se dostavili generálové Kristián von Ilow, Vilém Kinský a Adam Erdman Trčka z Lípy, a rovněž Valdštejnův vojenský kancléř doktor Jindřich Niemann. Hostina byla záminkou k přímé akci a likvidaci Valdštejna a jeho druhů. Albrecht se však na hostinu nedostavil, zůstal v Pachelbelovském domě, což bylo patrně způsobeno zejména pokročilým stádiem nemoci, které jej nutilo trávit už od Vánoc minulého roku téměř veškerý čas na lůžku. Hostitelé zde Valdštejnovy muže náležitě uvedli, ale zhruba po hodině hodování a pití vína je napadlo zhruba 10–15 mužů, vedených dragounskými veliteli Walterem Geraldinem a Walterem Deverouxem. Kinský byl zabit ještě u stolu, Ilow a Niemann zemřeli v následné potyčce. Trčkovi se s pomocí sluhy, který mu přispěchal na pomoc a následně padl, podařilo dostat se na nádvoří, kde jej přemohli další Irové, vlastní rukou jej potom usmrtil kapitán Walter McDaniel. Po jistém čase pak zpráva pronikla rovněž k valdštejnským plukům, císařské posádce se však ve městě podařilo uchovat relativní pořádek, byť došlo i ke střelbě.
Mezi desátou a jedenáctou hodinou se pak irští dragouni vydali do Pachelbelovu domu. Oddílu velel Butler, jenž zůstal na ulici před domem, Leslieho a pár dalších pověřil střežením všech východů z budovy, Deveroux pak s malou skupinou vtrhl do domu, kde došlo ke krátké potyčce s Valdštejnovou stráží, kterou pobili. Protože při souboji Deveroux zlomil svůj kord, sebral jednomu ze svých vojáků partyzánu a jako první vrazil do Valdštejnova pokoje s okny do náměstí. Valdštejn byl již oděn v noční košili, situaci nechápal, neboť o masakru na chebském hradě nevěděl. Deveroux usmrtil jedno ze dvou pážat, které mu stálo v cestě, a se zvoláním (patrně v němčině) Ty stará, křivopřísežná, rebelantská šelmo! Valdštejna hrotem partyzány probodl. Ten údajně stačil jen mírně pozvednout ruku a zašeptat cosi znějícího jako Pax (tedy latinsky mír), následkem rány však rychle vykrvácel.

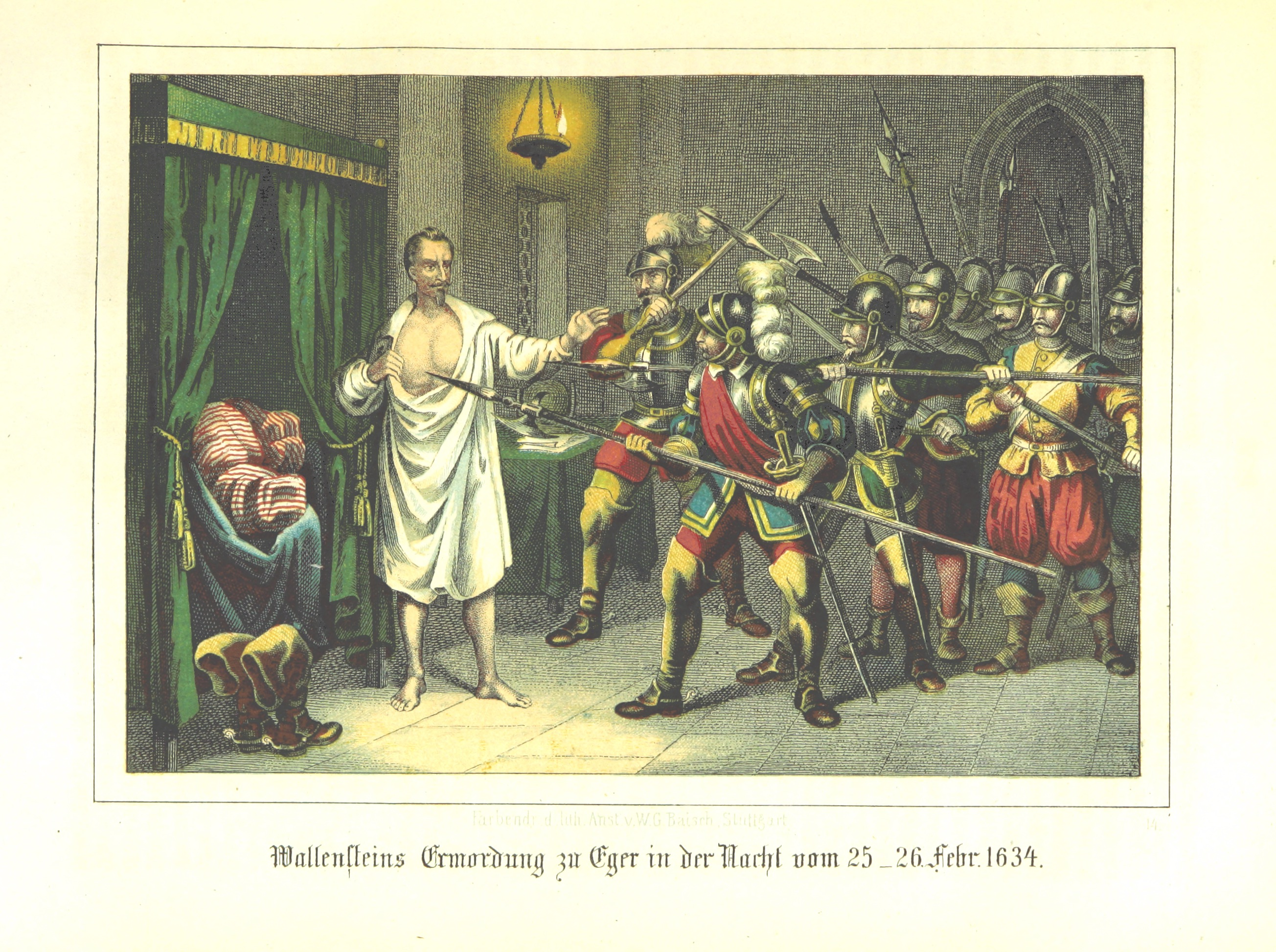
Stylizovaný výjev zavraždění Albrechta z Valdštejna v Chebu (19. století)

Majetek zavražděných si téměř ihned po vraždě rozdělili mezi sebou vrahové a vojáci. Valdštejnovo nahé tělo bylo dopraveno k tělům ostatních obětí, které pak byly uloženy do prostých dřevěných rakví a zabedněny. Na rozkaz Matyáše Gallase měla být těla zrádců dopravena do Prahy a se vší hanbou vystavena na veřejném místě, tento rozkaz však císař následně zrušil, obávaje se nevole, kterou Valdštejnův skon může vyvolat. Zpráva dorazila k eskortě těl z Chebu do Prahy v západočeském městě Stříbro, asi třicet kilometrů od Chebu, a bylo tedy rozhodnuto pohřbít těla ve zdejším minoritském klášteře. Mrtvola vévody byla roku 1636 převezena do Valdické klášterní kartouzy nedaleko Jičína. Po zrušení kláštera roku 1785 byly jeho ostatky pohřbeny v kostele svaté Anny v Mnichově Hradišti, kde už zůstaly dodnes.

## Důsledky
Velící důstojníci akce, vrchní strážmistr Geraldin a McDaniel, byli odměněni částkou 2000 tolarů, kapitán Deveroux, kapitán von den Burg, kapitán MacDaniel po tisíci tolarech a třicet šest dragounů Butlerova pluku po pěti stech tolarech každému. Samotný Butler si pak své odměny mnoho neužil, neboť zanedlouho poté, dne 25. prosince 1634, zemřel.
Valdštejnův obrovský majetek byl zkonfiskován, jeho rodina získala zpět pouze pražský Valdštejnský palác pro Maxmiliána z Valdštejna a panství Česká Lípa pro vdovu Isabelu. Konfiskace rozsáhlého Valdštejnova majetku a majetku A. E. Trčky tak měla pro české země ještě horší dopad než pobělohorské konfiskace. Na zabrané Valdštejnovo území se nahrnula drobná cizí šlechta, císař za odměnu rozdával každému, kdo se na smrti vévody podílel. Většinou to byli vojáci se šlechtickým původem z ciziny, kteří ale nemohli pochopit problematiku českého hospodaření v tak složité době, jakým třicetiletá válka byla, a došlo tak k úpadku rozsáhlých enkláv, jež vlastnili Valdštejn, Trčka a Kinský. Podle pozdější rekonstrukce historika Tomáše Bílka bylo rodinám zavražděných zabaveno na majetku asi za 15 000 000 zlatých, přičemž zhruba dvě třetiny tvořilo Valdštejnovo jmění. Matyáš Gallas získal mimo velení císařského vojska údajně za spolupráci na vraždě finanční odměnu 500 000 zlatých, někdejší valdštejnské frýdlantské panství a část statků po rodu Trčků, včetně Smiřic.

## Připomínky události

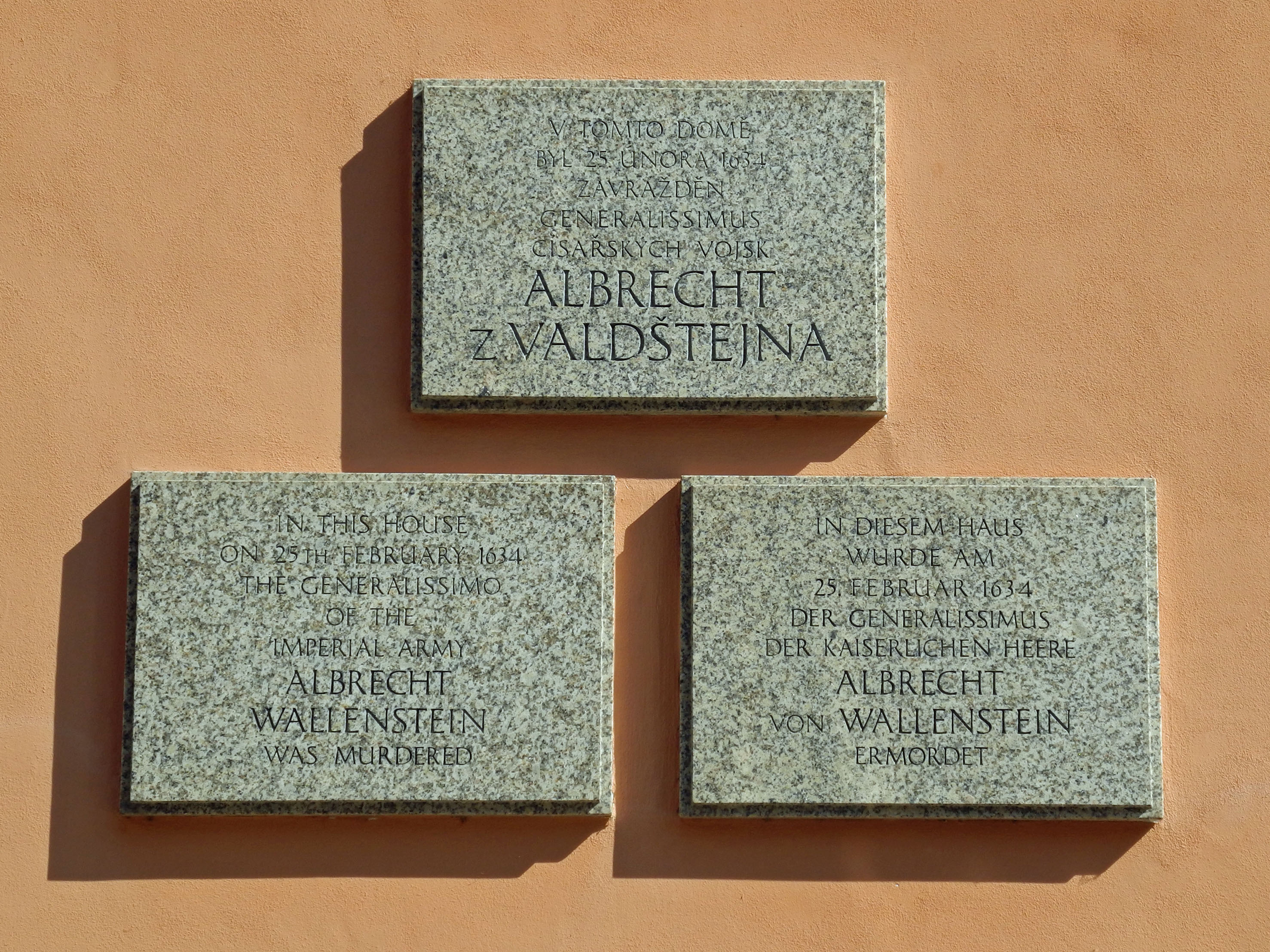
Pamětní desky připomínající událost na Pachelbelově domě

Událost zachycuje několik historických kreseb a rytin, stylizovaně s ním pracuje také malíř Karl Theodor von Piloty v díle s názvem Astrolog Giovanni Battista Seni nad Valdštejnovou mrtvolou z roku 1855. 
Po barokní přestavbě v letech 1735–1790 Pachelbelova domu, kdy byla stavba přebudována na obytný dům městských velitelů, se dochovaly poznámky o likvidaci známek po atentátu v domě: "Nejprve zde generál von Güldenhoff nechal ze zdi pod oknem seškrábat a zabílit dlouho uchované krvavé stopy, jeho následovník, velitel generál Stöffling, pak nechal celý pokoj vymalovat a obýval jej až do své smrti roku 1777.")

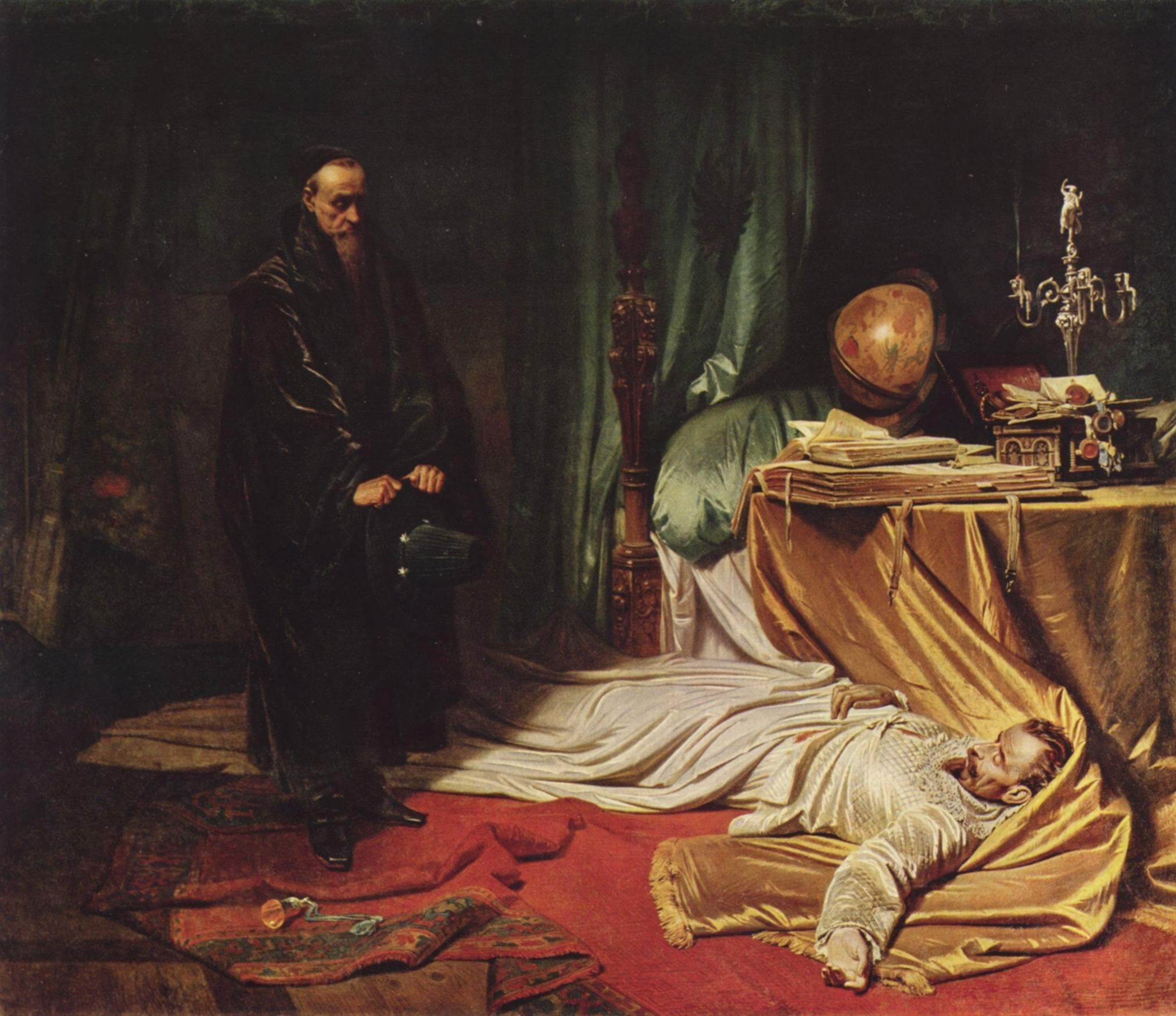
Astrolog Giovanni Battista Seni nad Valdštejnovou mrtvolou Karl Theodor von Piloty, rok 1855

Pachelbelův dům se od roku 1873/74 stal sídlem Muzeum Cheb. Na jeho zdi byly kolem roku 2000 umístěny tři pamětní desky, upomínající na události 25. února 1634 ve třech jazycích: češtině, němčině a angličtině. V muzeu se nachází expozice věnující se Albrechtovi z Valdštejna a jeho době. V majetku chebského muzea je rovněž partyzána, která má být údajně vražednou zbraní.